# Chorbane (délégation)
Chorbane est une délégation tunisienne dépendant du gouvernorat de Mahdia.
En 2014, elle compte 25 935 habitants dont 12 485 hommes et 13 450 femmes répartis dans 5 882 ménages et 7 049 logements.